# La Cuevita
La Cuevita är en ort i Mexiko.   Den ligger i kommunen Sinaloa och delstaten Sinaloa, i den västra delen av landet, 1 200 km nordväst om huvudstaden Mexico City. La Cuevita ligger 70 meter över havet och antalet invånare är 219.
Terrängen runt La Cuevita är huvudsakligen platt. La Cuevita ligger nere i en dal. Runt La Cuevita är det glesbefolkat, med 19 invånare per kvadratkilometer. Närmaste större samhälle är Sinaloa de Leyva, 4,6 km sydväst om La Cuevita. I omgivningarna runt La Cuevita växer huvudsakligen savannskog.